# Pháo đài Anioła ở Świnoujście
Pháo đài Anioła hay còn gọi là pháo đài Thiên thần III ở Świnoujście, là một trong những hệ thống của Pháo đài Świnoujście của Phổ, được thiết kế để bảo vệ phức hợp pháo đài phía tây ở phía đất liền.

## Lịch sử
Pháo đài Anioła dược xây dựng vào những năm 1854-1858, dưới triều đại của vua Phổ Frederyk Wilhelm IV, là một pháo binh và điểm quan sát của Pháo đài Świnoujście (bao gồm 4 pháo đài). Pháo đài là một nhà tròn ba tầng, trên đỉnh là một sân thượng và một tháp quan sát. Tầng trệt là nơi dành cho bộ binh với vũ khí nhỏ, và sử dụng cho pháo binh hạng nhẹ. Hai tầng còn lại được dùng cho đại bác, pháo hạng nặng.
Trong Chiến tranh thế giới thứ hai, Pháo đài Anioła được xây dựng lại và trang bị tất cả các công nghệ có sẵn (điện, hệ thống sưởi ấm, radar, đài phát thanh, điện báo, điện thoại), phục vụ như một trạm quan sát trên không cho các lực lượng Đức. Sau chiến tranh, pháo đài được người Nga tiếp quản cho đến năm 1992 là điểm quan sát và liên lạc trên không với các tàu của Hạm đội Liên Xô.
Hiện tại, pháo đài được cải tạo, không chỉ phục vụ như một bảo tàng, mà còn trở thành một cơ sở văn hóa ở Świnoujście. Pháo đài là nhân chứng lịch sử của 3 kỷ nguyên: Phổ, Đức và Liên Xô. Các buổi hòa nhạc, các cuộc họp của các nhà thơ, và các cuộc dựng lại của các trận đánh thời trung cổ cũng được diễn ra ở pháo đài.

## Điểm nổi bật
- Cổng phòng thủ với tầm bắn cho đại bác và súng trường. Ở bên ngoài các trụ cột vẫn có bánh xe bằng thép để nâng cầu rút ngang qua hào nước. Ở hai bên eo đất của cổng, có hai căn phòng nhỏ từng được sử dụng làm kho chứa vũ khí và đạn dược.
- Xung quanh pháo đài, có các trạm pháo được bảo quản tốt, kho đạn dược nhỏ và nơi trú ẩn cho các xạ thủ.
- Ở lối vào pháo đài có hai cặp cửa bọc thép đôi, được lắp đặt ở đây trong thời kỳ chiến tranh giúp pháo đài chống lại vũ khí hóa học.
- Ở chân cầu thang và các tầng tiếp theo, các lỗ mở hình bầu dục là nơi đặt trục của thang máy cũ để vận chuyển đạn dược và đại bác lên các tầng cao hơn.
- Các bước xoắn ốc đặc trưng trong cầu thang, dẫn từ tầng trệt đến sân thượng của pháo đài.

## Thư viện ảnh

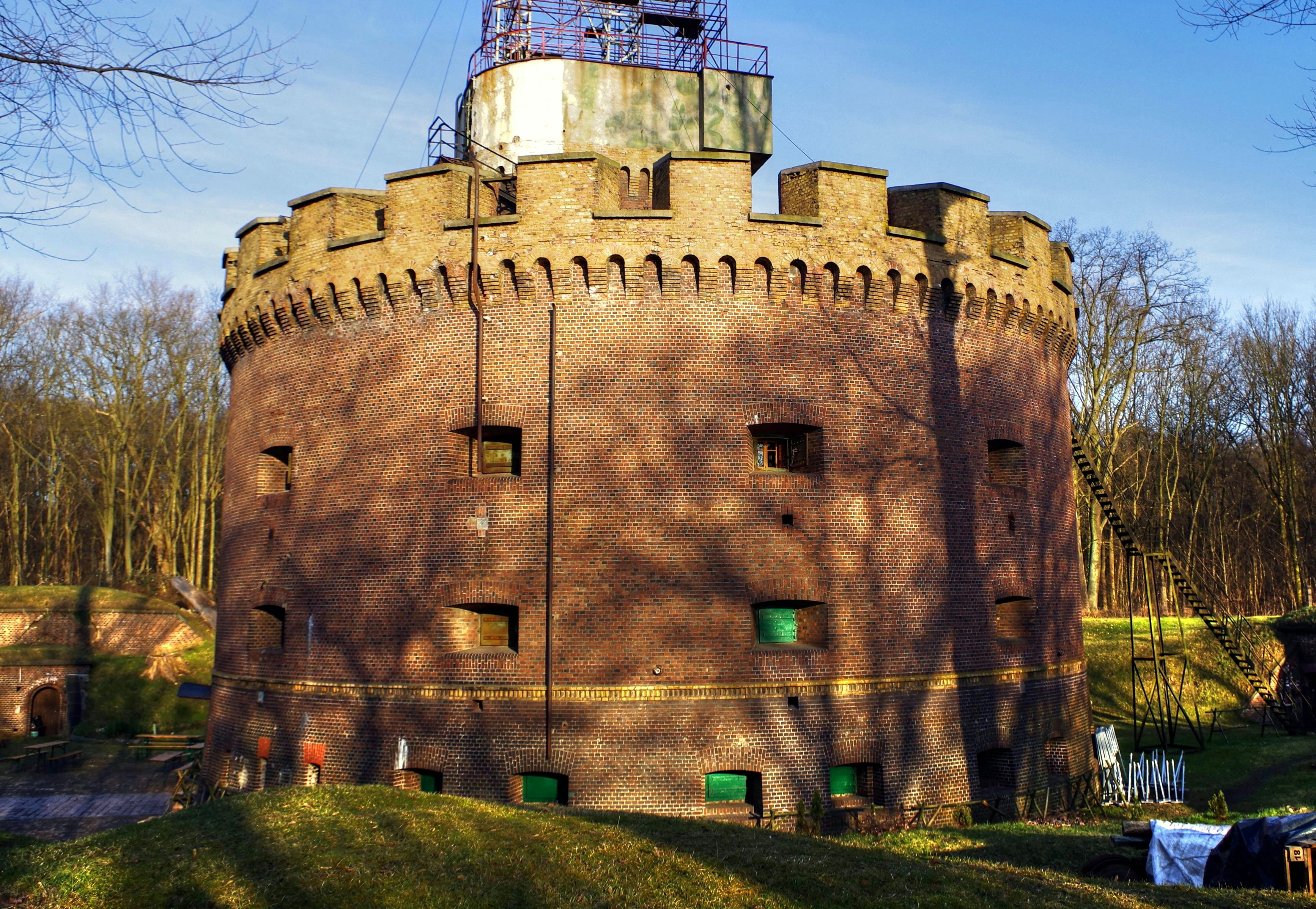
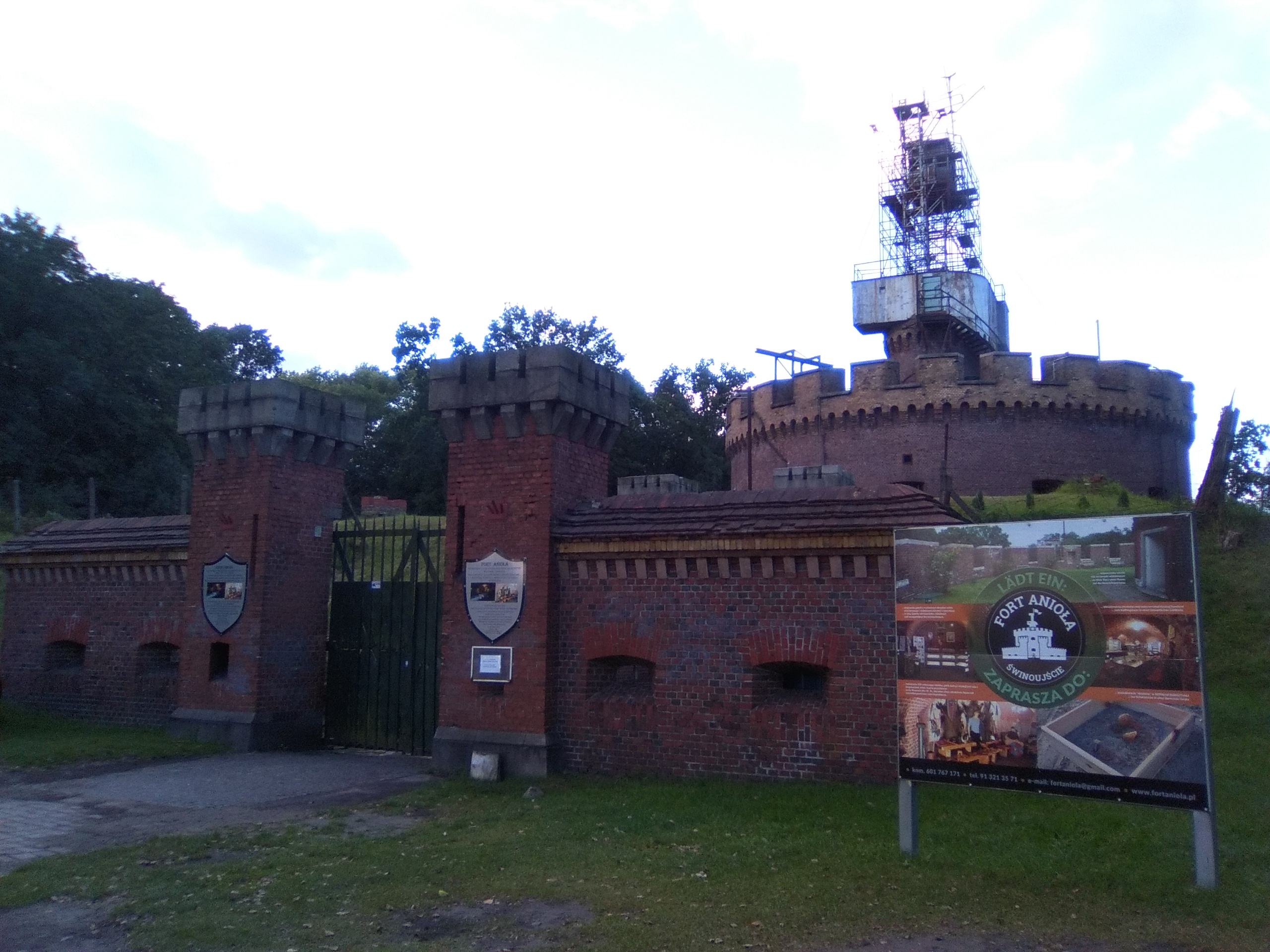
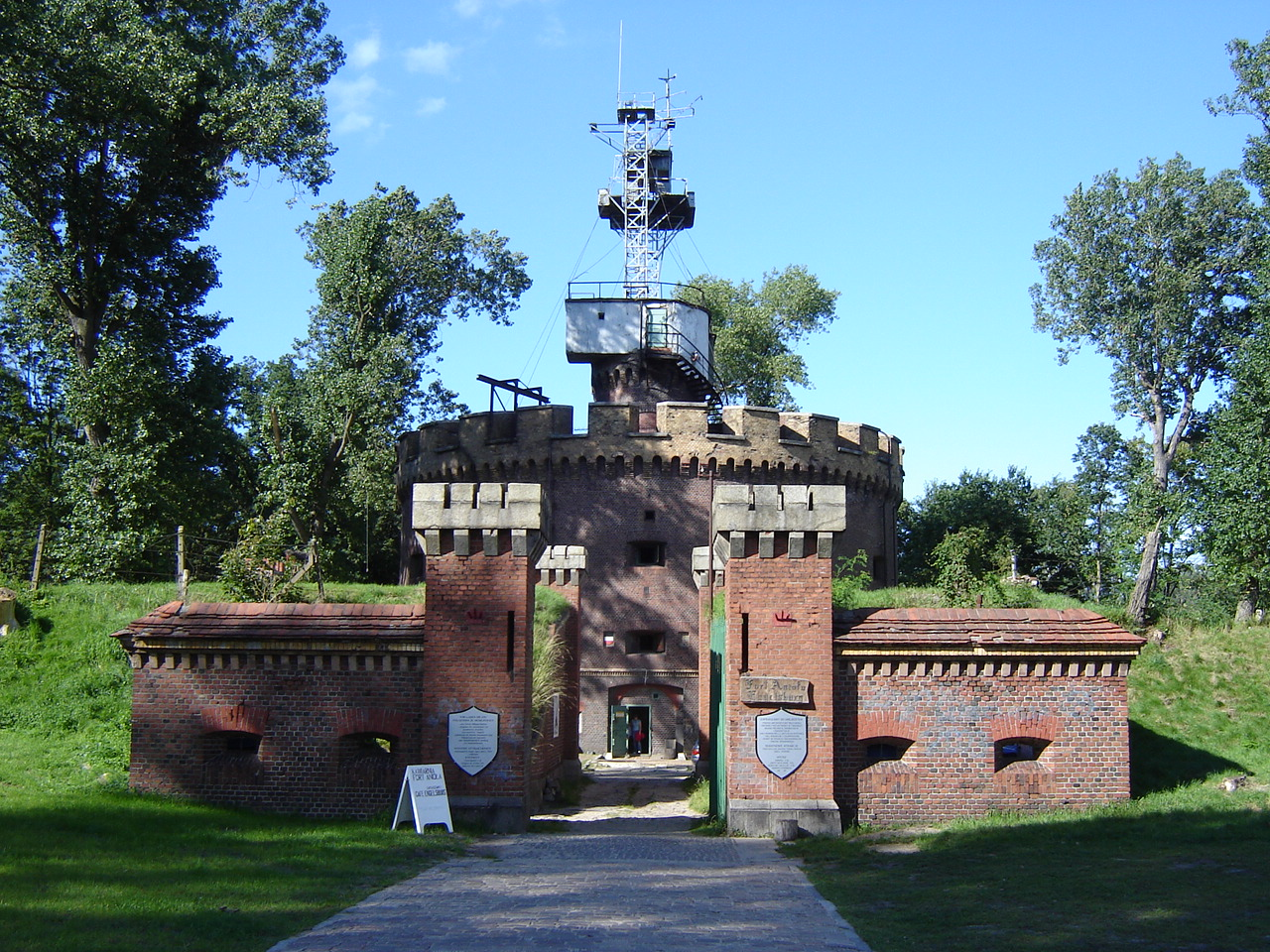
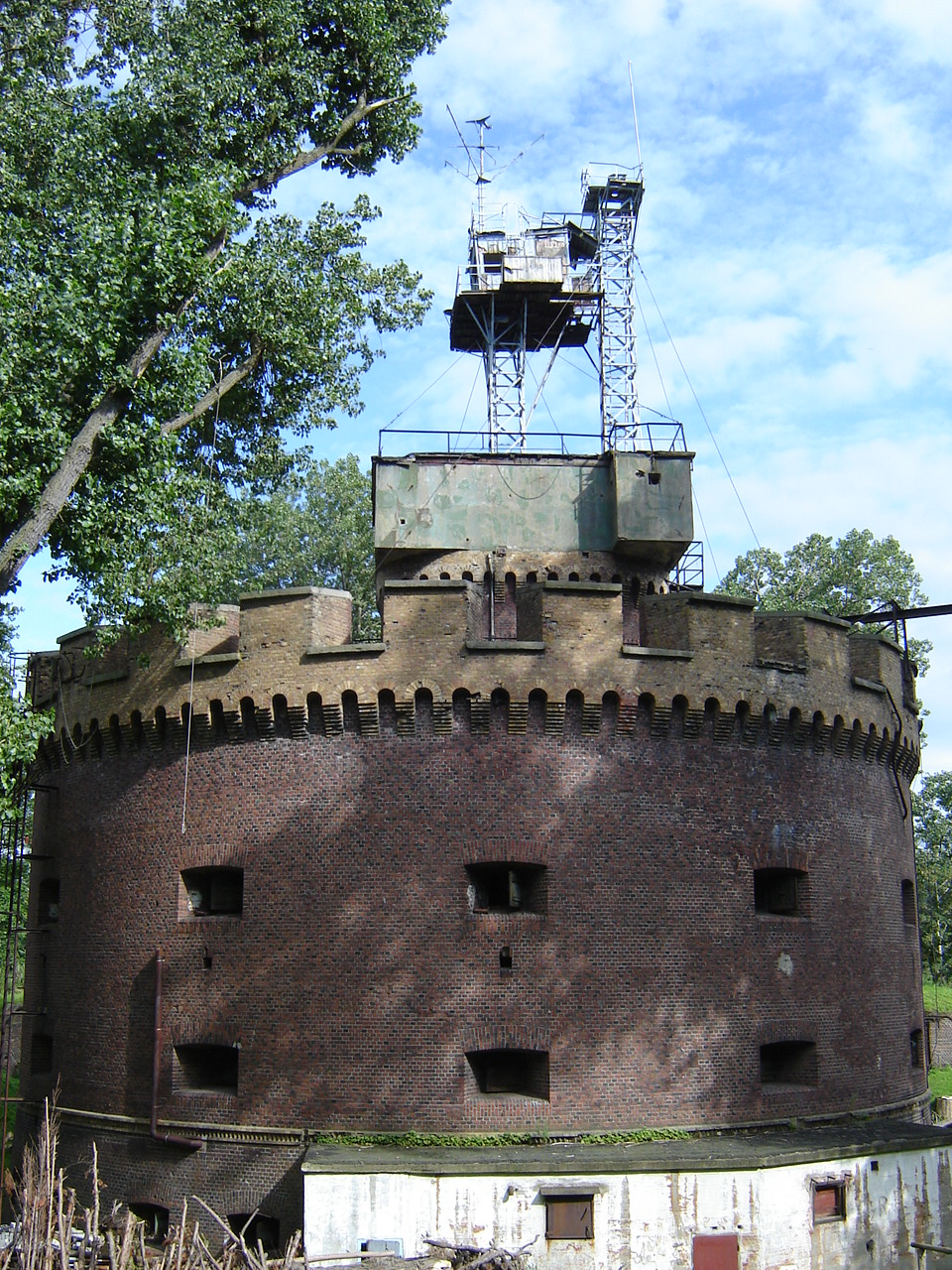
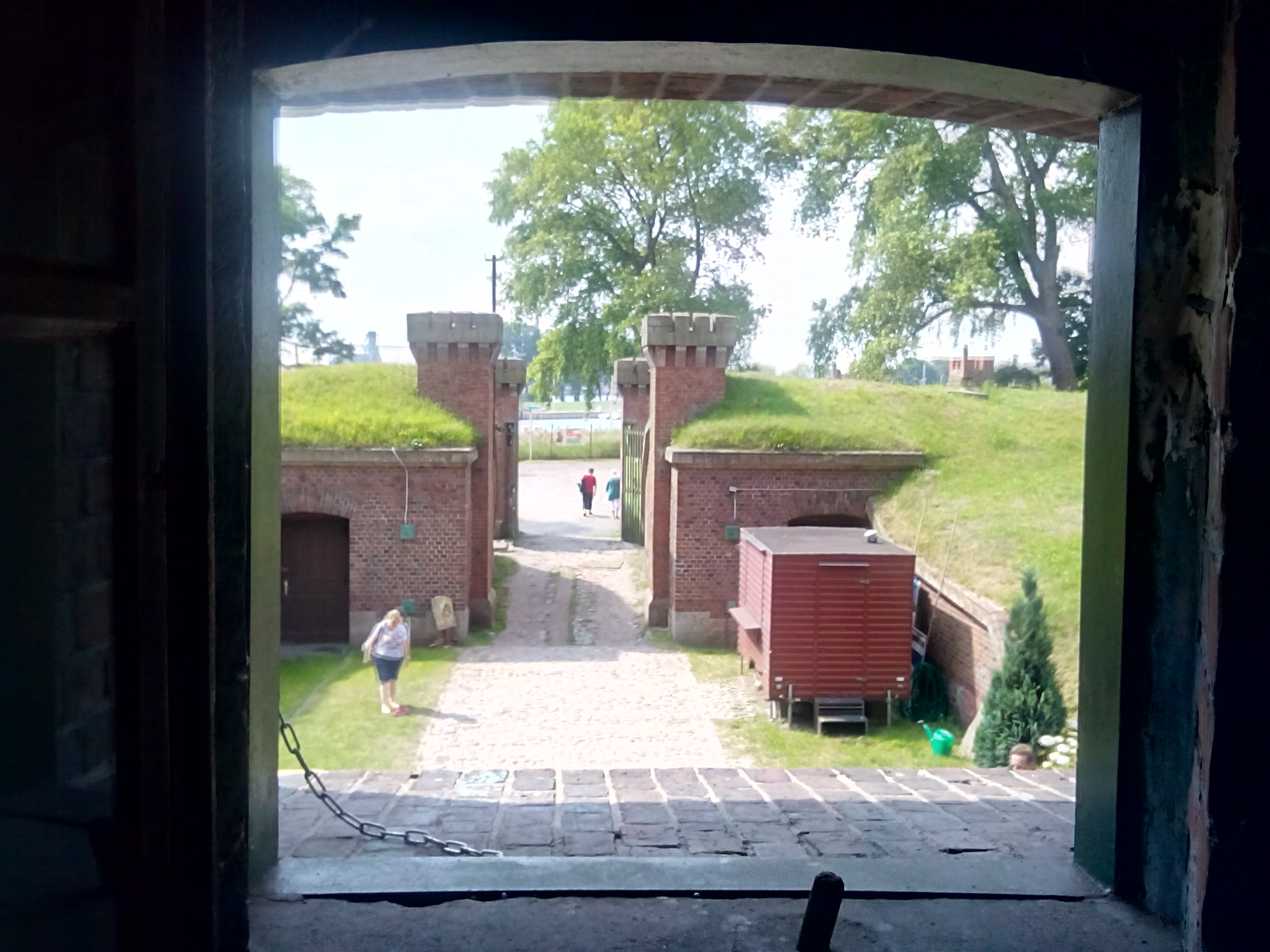
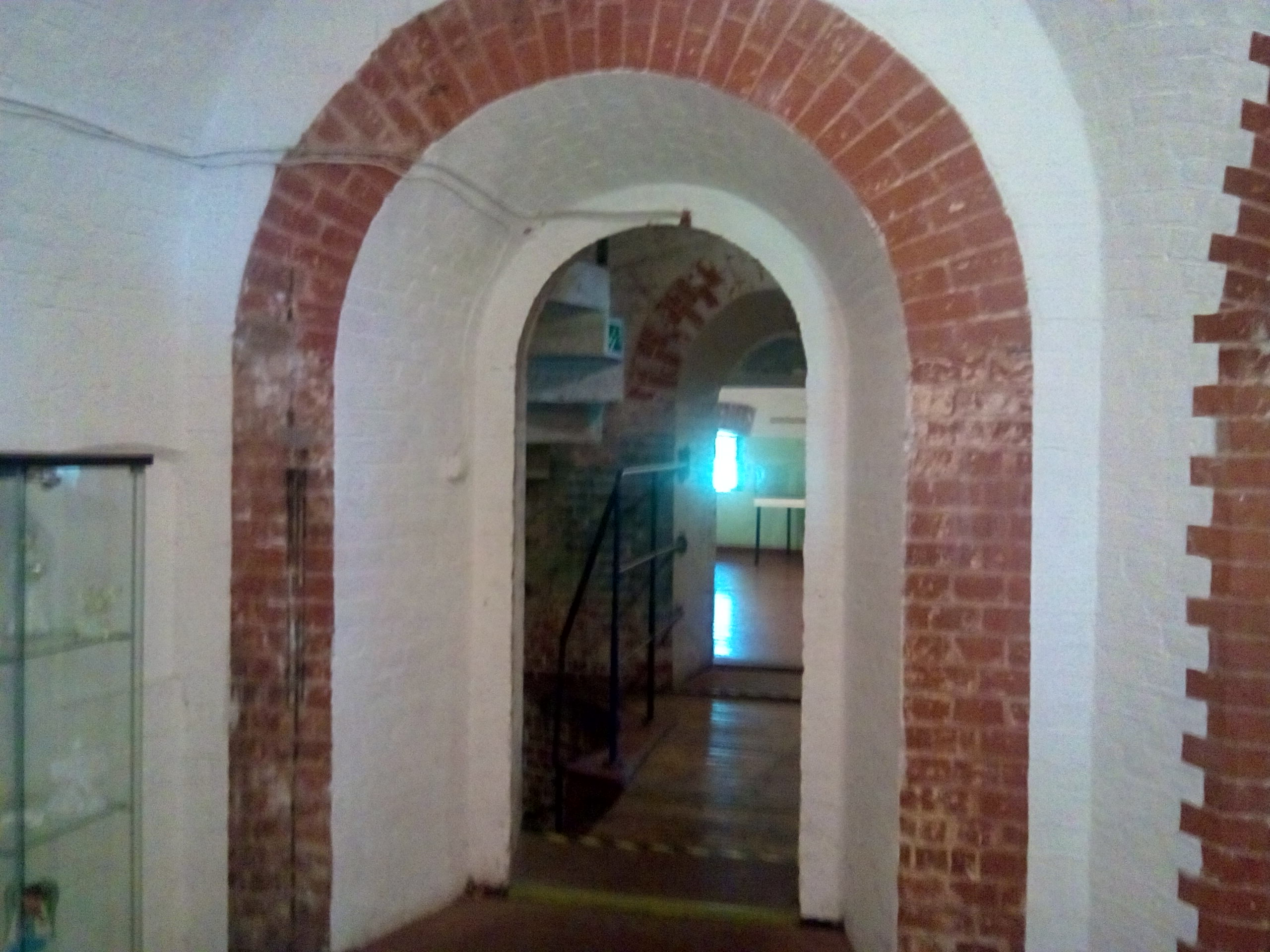